# Ворничани
Ворнича́ни — село в Хотинській міській громаді Дністровського району Чернівецької області України.

## Географія
Розташовані Ворничани за 10 км від центру громади – Хотин, 20 км – від залізничної станції Мамалига.
Село має кілька урочищ: Попів горб, Вільха, Середній горб, Бізорня (колишнє провалля), Ями.
На навколишній території є багато місць, де сталися провали. Один з таких провалів знаходиться на досить високому місці. Тепер воно заросло очеретом. Є в селі так звана Турецька криниця, вода з якої вважається найчистішою і найсмачнішою. Криниця ця ніколи не пересихає.

## Історія
Перша згадка про Ворничани відноситься до XVII ст. В південній частині села на лівому березі Потоку розташоване поселення черняхівської культури (ІІ^ ст. н. е.). За 3 км на північний захід від села в урочищі Чотири корчми виявлено поселення зарубинецької культури (II ст. до н.е.) та черняхівської культури (ІІ^ ст. н. е.).
Село Ворничани завжди входило до складу с. Пашківців. За відомостями історичних джерел 1817 року, Ворничани належали „господину ворнику Димитракию из Молдавии”. Ця вотчина займала 1030 ф землі. Від власника-ворника – пішла назва Ворничан.
В селі до цих пір є місце, де жив управляючий (економ) села і яке називається „Дворисько”. Колись там стояв високий кам’яний будинок під червоною черепицею. Двір був обсаджений вільхами, поруч були: великий став і сад. Свідком тих часів є стара груша, яка самотньо стоїть серед поля. Та ще стара криниця, у якій давно вже немає води. Легенди розповідають, що старе село Ворничани в давнину було ближче до с. Білівців. Але коли його спалили турки на початку XV! ст., то уцілілі жителі поселились на новому місці (теперішні Ворничани). При румунському пануванні село називалось Веки Кетум.
Із «Кишинівських єпархіальних відомостей» від ІІ пол. ХІХ ст. відомо про те, що жителі села сплачували великі податки: м’ясо, зерно, шкури, вовну, яйця, мед, пух, пір’я.
Займались ворничанці землеробством і скотарством, чому сприяли природні умови: наявність родючих земель, м’який клімат. В давнину в с. Ворничанах було багато овець і кіз.
В 1886 році в селі було тільки 64 надільні двори.
Здавна село Ворничани спільно з Пашківцями входило до Данковецької волості Хотинського повіту Бессарабської області (з 1873 року – губернії).
В 1886 році селом володіли брати Маркус і Юхим Колпакчі. Їм належало 1032 десятин землі і 98 десятин лісу, всього 1130 десятин. Селяни ж мали 512 десятин землі (на 64 господарства).
Переважна більшість жителів Ворничан – люди православної віри. Відомості про найдавнішу дерев’яну церкву села не збереглись. Але про сучасну церкву свідчить грамота від 11 липня 1907 року. Сама ж церква вступила в дію в 1909 році. Церква кам’яна, в Ім’я Пресвятої Богородиці.
Мешканці села Ворничан ніколи не мирилися з пануванням експлуататорів, щоразу виступаючи за волю, за національне визволення. Особливо гнів народний проявився в період Хотинського повстання 1919 року, у якому ворничанці брали активну участь.
Під час придушення повстання село зазнало великих збитків: багато будинків та сараїв було спалено загарбниками. Селяни скаржились, що під час пожежі згорів їх одяг, хліб, необмолочене збіжжя і просили владу відшкодувати збитки.
22 роки румунської окупації – це чорна сторінка в історії Ворничан. Тотальна румунізація, жорстокі покарання, грабежі – ось чого зазнали жителі села. Проте потяг до знань, до освіти жив у думках ворничанців, у період румунського панування в селі існувала початкова школа з румунською мовою навчання. В селі тоді (у 1930 році) проживало 775 чоловік населення.
Мрія про волю, про справжнє людське життя завжди турбувала мешканців Ворничан. Тому, коли 28 червня 1940 року на Хотинщину прийшла Червона Армія, селяни цього села вітали її хлібом-сіллю, сподіваючись, що при¬йшла справжня свобода. Але її прихід ознаменувався націоналізацією всього,що нажили селяни важкою працею впродовж багатьох років. У людей відібрали землю, знаряддя праці, загнали у колгосп. Очолив його І. А. Думанський. За важкий труд у колгоспі селяни одержували „трудодні” (палички-відмітки).
Ще більше горя принесла ворничанцям Німецько-радянська війна. Напад нацистської Німеччини, вступ у село румунських окупантів привів до занепаду економіки села, до зменшення кількості жителів. В 1944 році на фронт було мобілізовано всіх чоловіків, 47 з яких не повернулися в село із поля бою.
А тут після війни нові біди: епідемія висипного тифу, голодомор 1946-1947 років. Багато ворничанців пішли з життя в ці роки. У жительки села Ольги Гаврилівни Черній померли три дочки, а згодом і чоловік. Люди втрачали розум, трапився навіть випадок канібалізму. Та владу це не турбувало. Вона будь-якою ціною намагалася відібрати від селян продукти харчування, прирікаючи дітей на вірну смерть. Був у селі випадок, коли „уповноважений” застрелив на очах у сина матір тільки за те, що та не віддала мисочку якоїсь поживи, що тримала для дітей.
В 1947 році в селі відкрилась початкова школа, якою завідувала М. Е. Хоменко (Митківська). З нею вчителем працювала Л. Д.Черній (Мартинюк).
Почали працювати у Ворничанах фельдшерсько-акушерський пункт (зав. Г. Чусова) та бібліотека.
Деяке полегшення в житті селян настало в 70-ті роки, коли важка селянська праця стала оплачуватися краще від попередніх років. В 1973 році в селі було побудовано приміщення клубу і книгозбірні. Сумлінна праця колгоспників відзначалася урядовими нагородами. Орденом Леніна було нагороджено Б. М. Думанського, орденом Трудового Червоного Прапора – Н. І. Шатковську, В. А. Какаразу.
В 1983 році в селі за сприяння В. П. Думанської, яка була депутатом обласної ради, збудовано типове приміщення магазину.
У Ворничанах з’явилась електрика, а з нею – телевізори, пральні машини. На подвір’ї у багатьох ворничанців з’явились автомашини, мотоцикли. Але перебування колгоспників у спільному господарстві з данківчанами негативно позначилось на
подальшій економіці села. Коли їх спільний колгосп розпався, то у виграші виявились Данківці, де були зведені капітальні будівлі птахофабрики, олійні, тракторного стану, млина, посаджений плодовий сад.
Нині в селі Ворничани є ТзОВ «Світанок». Економіка товариства ще слабка, через те, що частина земель пустує.
В 2002 році в селі створено кооператив і розпочато газифікацію селянських осель.
На території села діє православна церква, побудована в 1910 році, два молитовні будинки ЄХБ і АСД. В 2007 році біля пам’ятника полеглим на війні землякам споруджено каплицю.
Жителі села мають змогу відвідувати клуб, філію районної централізованої бібліотечної системи.

## Населення
Село налічує 600 мешканців. За переказами старожилів, с. Ворничани заселено представниками різних народів: українців, поляків, росіян, євреїв, циган. Дуже багато в селі прізвищ: польських – Думанські, Кваснєвські; російське – Заплатний.

### Мова
Розподіл населення за рідною мовою за даними перепису 2001 року:
| Мова       | Кількість | Відсоток |
| ---------- | --------- | -------- |
| українська | 634       | 99.53%   |
| румунська  | 2         | 0.31%    |
| російська  | 1         | 0.16%    |
| Усього     | 637       | 100%     |

## Відомі люди
Ворничанці гордяться своїми земляками, які чесною працею прославляють не тільки їх село, а й всю Україну. Один з них, випускник військового училища Військово-повітряних сил України, лейтенант Володимир Грицишин був запрошений на прийом випускників до президента України Л.Кучми у Маріїнський палац, де президент вручив йому золоту медаль випускника коледжу.

## Світлини

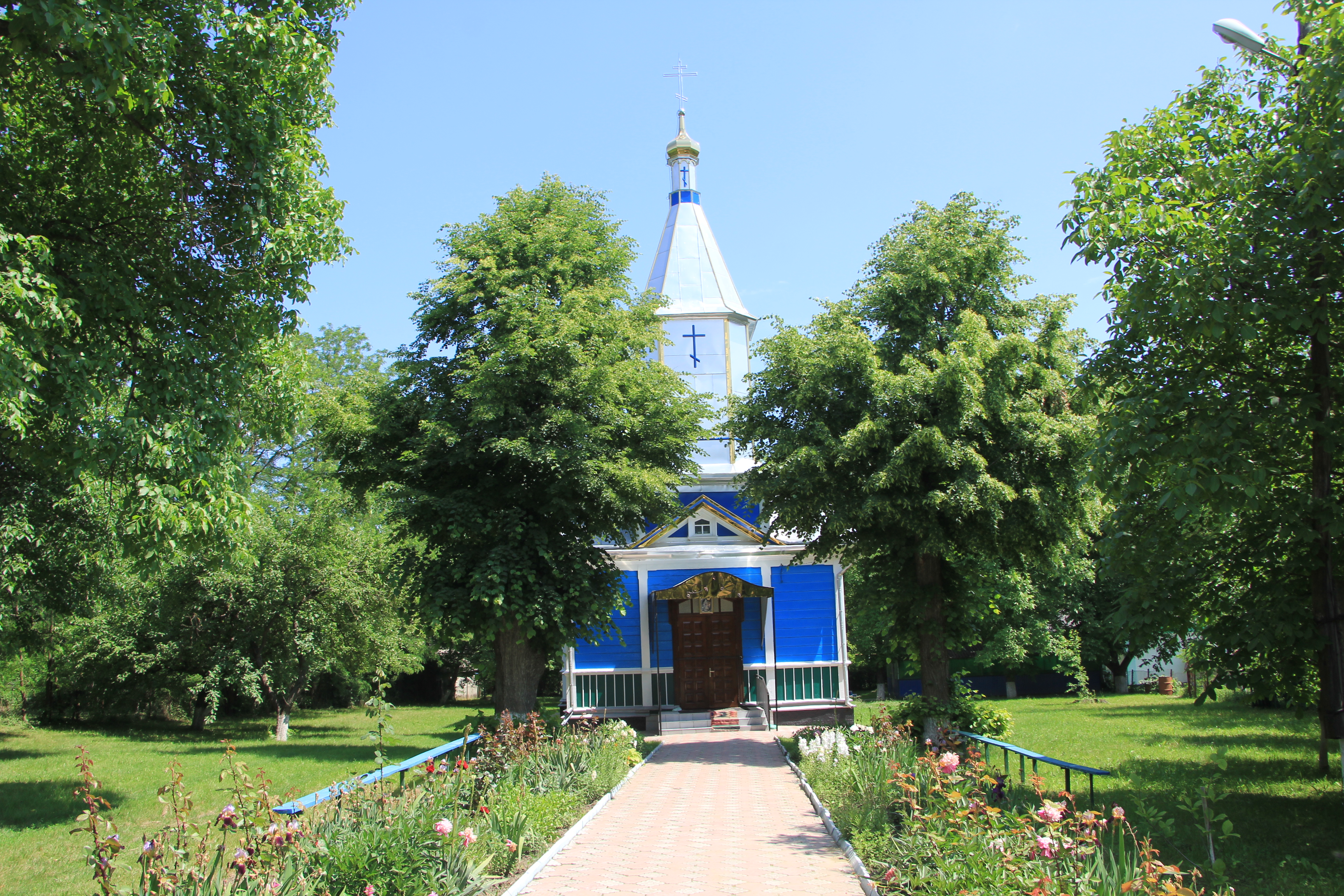
Дерев'яна церква Різдва Пр. Богородиці 1909 с. Ворничани
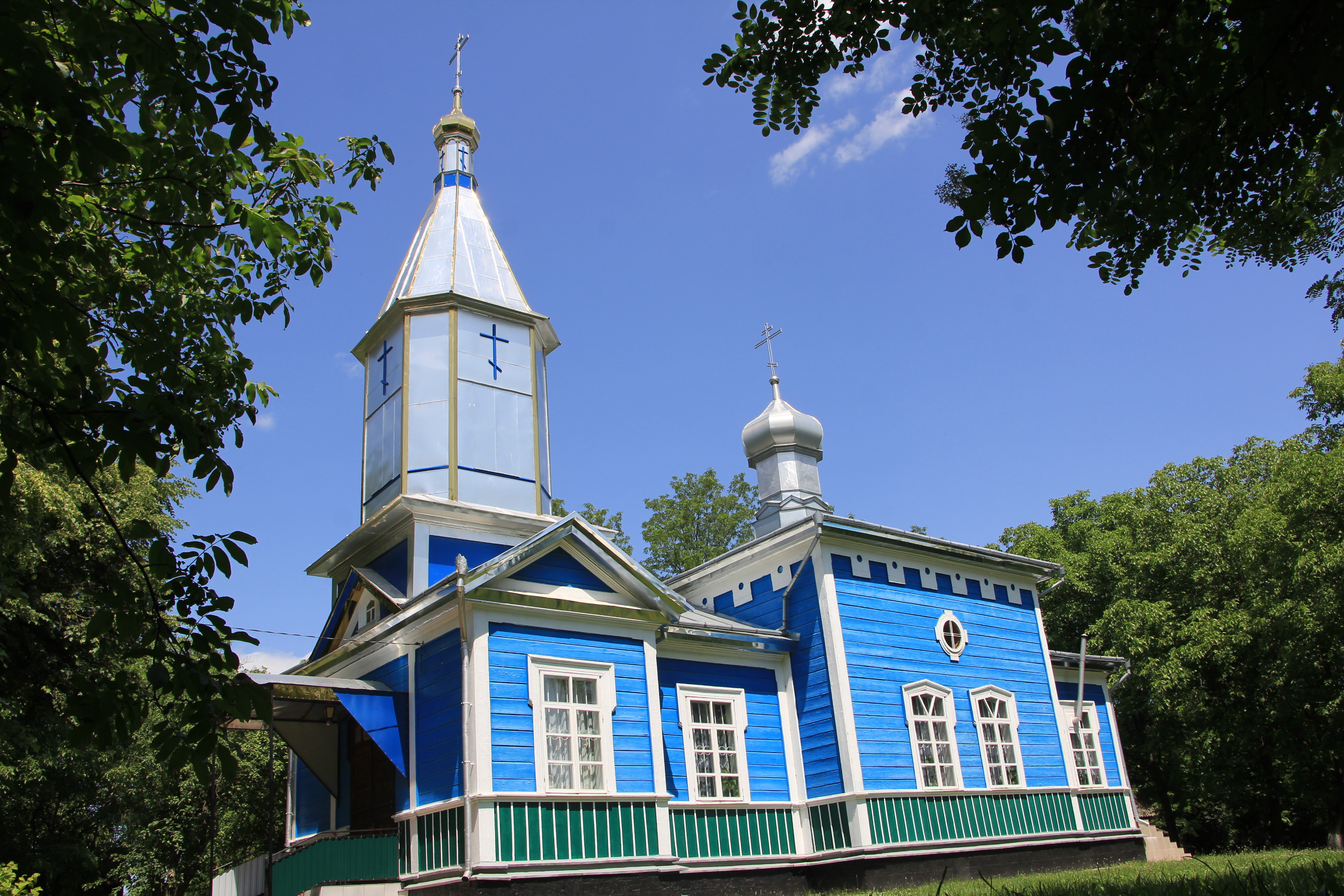
Дерев'яна церква Різдва Пр. Богородиці 1909 с. Ворничани